# Helmut Salzwedel
Helmut Salzwedel (* 25. Juni 1937) ist ein deutscher ehemaliger Fußballtorwart, der von 1957 bis 1958 für die Betriebssportgemeinschaft (BSG) Rotation Babelsberg in der DDR-Oberliga, der höchsten Liga im DDR-Fußball, aktiv war.

## Sportliche Laufbahn
Nachdem der bisherige Stammtorwart der BSG Rotation Babelsberg Willi Marquardt nach der Hinrunde der Saison 1957 (Kalenderjahrsaison) zum SC Wismut Karl-Marx-Stadt gewechselt hatte, wurde der 20-jährige Helmut Salzwedel in den Oberligakader der Babelsberger übernommen. Er bestritt auch die ersten sechs Punktspiele der Rückrunde, wurde danach aber von den Torhütern Karl-Heinz Schröder und Peter Noske abgelöst. Letzterer wurde 1958 Stammtorwart und Salzwedel vertrat Noske lediglich in elf Oberligaspielen, in denen er sechsmal eingewechselt wurde. 
Nachdem Rotation Babelsberg 1958 abgestiegen war, wechselte Helmut Salzwedel zur Saison 1959 zum Drittligisten SG Dynamo Erfurt und 1960 zum Zweitligisten und Oberligaabsteiger SC Turbine Erfurt. In Erfurt war Salzwedel Ersatztorwart hinter Günter Gleis und kam in den Punktspielen nicht zum Einsatz. Während der Saison 1961/62 (Rückkehr zum früheren Sommer-Frühjahr-Spielrhythmus) war Salzwedel beim neu gegründeten SC Potsdam in der DDR-Liga zweiter Torwart hinter Dietrich Wendorff, den er in den 39 Ligaspielen fünfmal vertrat. Danach tauchte Helmut Salzwedel nicht mehr im höherklassigen Fußball auf.